# ایگنازیو گویدی

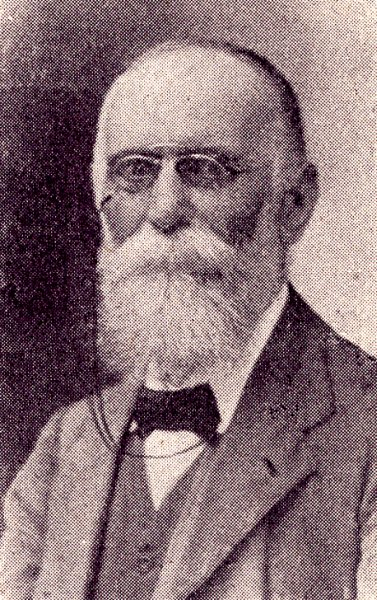
ایگنازیو گویدی

ایگنازیو گویدی (به ایتالیایی: Ignazio Guidi) (1844 – 18 آوریل 1935) خاورشناس ایتالیایی بود. او استاد دانشگاه رم شد. او به عنوان یک عبری و برای بسیاری از ترجمه ها شناخته شده است.
گویدی، ایگنازیو، شرق‌شناس برجسته ایتالیایی (متولد رم، 31 ژوئیه 1844؛ درگذشته در رم، 18 مارس 1935؛ شکل 1). گویدی را می‌توان یکی از بزرگ‌ترین دانشمندان شرق‌شناس دانست (مراجعه شود به باومستارک، ص. 239)، که این واقعیت با عضویت او در جوامع و آکادمی‌های متعدد تأکید می‌شود. او به زبان‌های شرقی (و مدرن) متعددی مسلط بود و فعالیت‌های علمی خود را تا سنین بالا ادامه داد. پس از آغاز حرفه علمی خود به عنوان سرپرست کابینت سکه‌شناسی کتابخانه واتیکان (1873-1876)، گویدی در سال 1878 به استادیاری دانشگاه رم منصوب شد و سپس در آنجا به درجه استاد کامل ارتقا یافت (1885-1919). او در زمینه‌های مختلفی فعال بود. گویدی مطالعات شرق‌شناسی را در رم به عنوان یک رشته علمی مستقل تأسیس کرد، مجلات شرق‌شناسی (رِویستا دِگلی استودی اورینتالی) تأسیس کرد، نسخه‌های خطی را کشف کرد (که در ادامه به آن اشاره می‌شود)، و در سال 1903 یکی از بنیانگذاران اصلی Corpus Scriptorum Christianorum Orientalium (CSCO) به همراه ژان-باتیست شابو (1860-1948) بود و همچنین بنیان‌گذار مشترک پاترو لوجیا اورینتالیس، جانشین پاترو لوجیا سوریاسکا که در 1897 تأسیس شده بود. گویدی خود منابع زیادی را ویرایش و حاشیه‌نویسی کرد و در ویرایش‌های مهمی مانند ویرایش طبری شرکت داشت. گویدی همچنین فهرست‌هایی مانند فهرست برای طبری، برای کتاب الأغانی ابوالفرج اصفهانی، و برای Acta Martyrum et Sanctorum که توسط پل بدجان منتشر شده بود، تهیه کرد. گویدی در فهرست‌نویسی و توصیف نسخه‌های خطی نمونه‌وار بود، و همچنین متون زیادی را ترجمه کرد.
برای مطالعات ایرانی، مهم‌ترین کشف گویدی، تاریخ‌نگاری یک مسیحی نسطوری ناشناس به زبان سریانی بود که معمولاً به عنوان تاریخ‌نگاری گویدی شناخته می‌شود، که او آن را در کنگره بین‌المللی شرق‌شناسان در سال 1903 ارائه داد و به لاتین ترجمه کرد. به دلیل اهمیت آن، تئودور نولدکه بلافاصله پس از آن، آن را به آلمانی ترجمه کرد. این اثر حاوی جزئیات دیگری است که در تاریخ ساسانی از مرگ هرمزد چهارم تا سقوط امپراتوری ساسانی ثبت نشده است و حتی امروز به عنوان منبعی استفاده می‌شود. مهم است که ویرایش گویدی از نامه‌ها و تاریخ‌نگاری‌های سریانی نیز به وقایع مهم تاریخ ایران اشاره دارد. گویدی به زودی اهمیت سوابق مجامع کلیسای نسطوری را در بازسازی اداره امپراتوری ساسانی درک کرد. فهرست او از دیوسیزها نمونه‌ای از دانش عمیق او و دقتی است که در انتشار آثار خود به کار می‌برد، همان‌طور که هم‌عصرانش اغلب به آن اشاره کرده‌اند.

## آثار
- 1881: La lettera di Simeone vescovo di Bêth-Arśâm sopra i Martiri omeriti. Roma, Salviucci.
- 1890: Al-Istidrāk ‘alā Sībawayh by Abū Bakr al-Zubaydī. Rome.[۳]
- 1895: Il "Gadla 'Aragâwî" : memoria del socio Ignazio Guidi : letta nella seduta del 21 giugno 1891. Roma : Tip. della R. Accademia dei Lincei.
- 1897: Il Fetha Nagast o "Legislazione dei Ref", Codice ecclesiastico e civile di Abissinia pubblicato da Ignazio Guidi. Roma: Casa editr. italiana.
- 1900: (with: Rudolf-Ernst Brünnow, et al.) Tables alphabétiques du Kitâb al-aġânî ... Leiden, E.J. Brill.
- 1901: (with: Francesco Gallina & Enrico Cerulli) Vocabolario amarico-italiano. Roma: Casa Editrice Italiana.
- 1903: Chronica minora. 2 vols. (Corpus scriptorum Christianorum Orientalium) Lipsiae: Harrassowitz.
- 1903: Annales Iohannis I, Iyāsu I, Bakāffā. Parisiis : E Typographeo Reipublicae.
- 1931: Storia della letteratura etiopica